# ホアキナ・デ・ベドゥルナ
ホアキナ・デ・ベドゥルナ（ Joaquima de Vedruna 1783年4月16日 - 1854年8月28日）はスペイン・カタルーニャのカトリック教会の修道女、聖人、愛徳カルメル修道会創立者。

## 生涯
ホアキナはベドゥルナ第5子としてバルセロナで誕生、父・ロレンソは公証人で敬虔なキリスト教徒で母・テレサも同様であった。
ホアキナは成長し修道女になることを抱き、12歳の頃、憧れていたカルメル会入会を申込みに地元の修道院に赴いたが年齢を理由に受理されなかった。その後、彼女は貴族青年テオドロ・デ・マスと婚約、理由はマスがベドゥルナの三人娘のうち、自分が買ったアーモンド菓子を持参し「これを喜ぶ人を自分の妻にする」と述べ、ホアキナはそれを喜びマスの条件にかなった。
1799年、15歳で結婚、父をはじめ一族に祝福されたが夫側の親族は出席していなかった。理由はテオドロが両親に結婚する報告をしていなかった。またマス家は裕福な家庭の女性との婚姻を望んでいた。
事実、ホアキナは義理の両親から無視されたが、幸い夫が味方についていたため温和な家庭を築き、2男7女の母、妻としての役割を果たした。
しかし幸せは長く続かなかった。1801年、父ロレンソ死去、1808年、ナポレオンのスペイン侵攻でテオドロ出征、一家揃って避難した。その途中、休憩をとっていたが質素な姿をした女性が近づき、「ここにいてはなりません。敵が近づきます」と警告し、一行はその場を離れエル・クロ・デ・ラ・モラに到着、ホアキナはお礼をしようとしたが女性の姿はなかった。彼女は聖母マリアが助けたのに違いないと感じた。その間、子供二人を亡くし夫と再会した。だが1816年、夫が死去。ホアキナは悲しみにくれたがある日、「今、あなたの夫は死んだ。さあ、今から私はあなたを選ぶ」とキリストの声を聞いた。
夫の死後、遺産相続をめぐる争いがおき、ホアキナは夫側の親族を財産と邸宅を譲渡、別荘を退き、子供を教育しながら病人を世話し、質素な生活面を送るようになる。
ある日、ベドゥルナはカプチン会司祭エステバン・デ・オロと出会う。司祭の出会いが彼女を生涯を一転させた。ベドゥルナはオロの指導を受け、自分が望んでいた観想修道院ではなく活動修道会設立が使命であることに気づく。その間、長男、次女は結婚、他の娘らは修道院入りし、孫を持つ祖母となった。
1825年、フランシスコ会第三会入会、修道服を着用、修道女としての生活を開始。周囲から嘲笑されるがベドゥルナは厭わずその道を歩み、1826年、新たに就任した司教の提案で「カルメル山の聖母」を保護に置く修道会「愛徳カルメル修道女会」を設立。
9人の同士で始めた修道会に困難が伴い、途中退会する者、行政の介入、指導者エステバンの死、実兄から冷遇され、さらに息子の逮捕、自分の投獄等不幸、不運に見舞われるが彼女は修道会の発展の力を緩めなかった。
フランスへの二度亡命し、旧友との再会、旧友から援助を受けた。
1843年、バルセロナに帰還、未完成だった会憲を完成させた。
1849年、最初の発作に襲われ、その後、言語障害、半身不随に冒されるが彼女の心は神に向いていた。
1854年8月28日、コレラに感染し帰天（死去）。
カトリック教会は彼女の聖徳を認め、1940年5月19日、ローマ教皇ピウス12世により列福、1959年4月12日、ヨハネス23世により列聖された。